# Список рек Арканзаса
Основная статья — Список рек США.
Список рек Арканзаса включает в себя перечень крупнейших рек и ручьёв, полностью или частично располагающихся на территории штата Арканзас. Протяжённость рек и ручьёв в Арканзасе составляет около 144 000 км. По длине внутренних водных путей Арканзас занимает третье место в США. Через штат или вдоль одной из его границ протекают тридцать три реки. До второй половины XIX века реки Арканзаса часто были лучшим средством передвижения для местных жителей и гостей, а многие города и посёлки были основаны благодаря близости к рекам.

## Список рек
Река Миссисипи образует восточную границу штата. Она является основным торговым коридором для товаров, произведенных в северной части США, которые доставляются в порты близ Мексиканского залива. Реки Арканзас, Уошито, Ред-Ривер и Уайт-Ривер также являются важными транспортными путями, обслуживающими Арканзас. По мере роста торговли между США и Латинской Америкой важность водных путей Арканзаса и стратегическое расположение штата расширят возможности для производства и сбыта продукции.

### Список крупнейших рек
| №  | Название реки           | Длина, км | в т.ч. по территории Арканзаса, км |
| -- | ----------------------- | --------- | ---------------------------------- |
| 1  | Уайт-Ривер              | 1 161     | 1 110                              |
| 2  | Уошито                  | 965       | 804                                |
| 3  | Миссисипи               | 3 781     | 772                                |
| 4  | Арканзас                | 2 349     | 716                                |
| 5  | Сент-Франсис            | 756       | 563                                |
| 6  | Салин (приток Уошито)   | 482       | 482                                |
| 7  | Блэк-Ривер              | 482       | 321                                |
| 8  | Ред-Ривер               | 2 076     | 289                                |
| 9  | Каш (приток Уайт-Ривер) | 342       | 263                                |
| 10 | Баффало                 | 241       | 241                                |

### Прочие реки и ручьи
- Антуан-Ривер[англ.]
- Байю-дез-Арк[англ.]
- Байю-де-Вью
- Байю-Макон[англ.]
- Беннетс[англ.]
- Биг-Пайни-Крик[англ.]
- Биг-Шугар-Крик[англ.]
- Беф[англ.]
- Глейзипо-Крик[англ.]
- Джеймс Форк[англ.]
- Дорчит-Байю[англ.]
- Иллинойс
- Каддо[англ.]
- Каррент[англ.]
- Кингс[англ.]
- Коссатот[англ.]
- Л’Ангилл[англ.]
- Ли-Крик[англ.]
- Литл-Антуан-Ривер[англ.]
- Литл-Баффало[англ.]
- Литл-Блэк-Ривер[англ.]
- Литл-Коссатот-Ривер[англ.]
- Литл-Миссури
- Литл-Момелль[англ.]
- Литл-Ред-Ривер[англ.]
- Литл-Ривер (приток Ред-Ривера)
- Литл-Ривер, Сент-Франсис[англ.]
- Литл-Строберри[англ.]
- Литл-Шугар-Крик[англ.]
- Малберри[англ.]
- Маунтин Форк[англ.]
- Момелл[англ.]
- Норт-Форк[англ.]
- Пети-Джин[англ.]
- Пото
- Роллинг-Форк[англ.]
- Сагер-Крик[англ.]
- Салин (приток Литл-Ривер)[англ.]
- Салфер[англ.]
- Спринг[англ.]
- Строберри[англ.]
- Тайронза-Ривер[англ.]
- Танъярд-Крик[англ.]
- Флинт-Крик[англ.]
- Фурш-Ла-Фав[англ.]
- Фурш-Ривер[англ.]
- Элевен-Пойнт[англ.]

### Водосборные бассейны

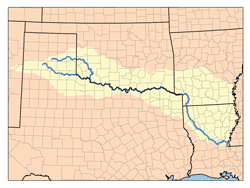
Бассейн Ред-Ривер
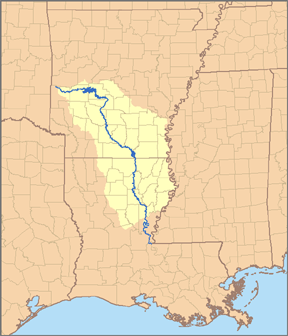
Бассейн Уошито
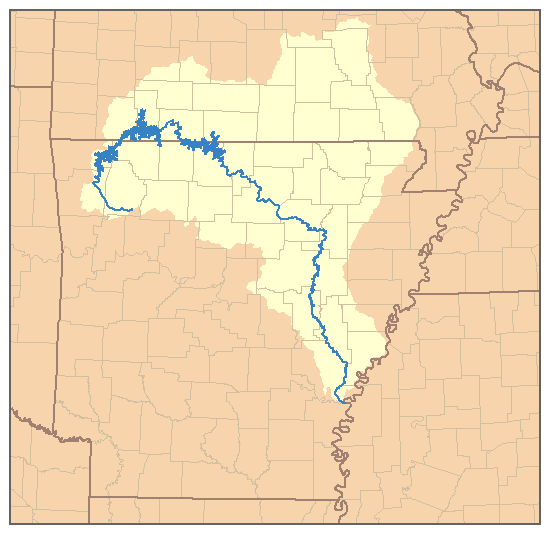
Бассейн Уайт-Ривер